# Залуцьке
Залу́цьке — село в Україні, в Сумській області, Роменському районі. Населення становить 12 осіб. Входить до складу Хмелівської сільської громади. До 2020 орган місцевого самоврядування — Басівська сільська рада.

## Географія
Село Залуцьке розташоване на правому березі річки Сула у місці де в неї впадає річка Хмелівка, вище за течією примикає село Великі Будки, нижче за течією на відстані 0,5 км село Загребелля, на протилежному березі — село Вовківці.

## Історія
Село постраждало внаслідок геноциду українського народу, проведеного урядом СРСР 1923—1933 та 1946—1947 роках[джерело?].
12 червня 2020 року, відповідно до розпорядження Кабінету Міністрів України № 723-р «Про визначення адміністративних центрів та затвердження територій територіальних громад Сумської області», село увійшло до складу Хмелівської сільської громади.
19 липня 2020 року, в результаті адміністративно-територіальної реформи та ліквідації Роменського району(1930-2020), громада увійшла до складу новоутвореного Роменського району.